# Bernd Belina
Pour les articles homonymes, voir Belina (homonymie).
Bernd Belina (né en 1972) est un géographe allemand. Depuis avril 2008, il enseigne à l'Institut de géographie humaine de l'Université Johann Wolfgang Goethe de Francfort-sur-le-Main.

## Carrière
Bernd Belina réalise sa thèse à l'Institut de géographie de l'université de Brême. Il travaille ensuite à l'Institut de géographie de l'université de Potsdam et au Leibniz-Institut für Länderkunde (de) à Leipzig. En 2008 il obtient un poste de professeur junior à Francfort à l'Institut de géographie humaine. Il est professeur dans le même institut depuis octobre 2011.
Bernd Belina est co-directeur de la collection Raumproduktionen: Theorie und gesellschaftliche Praxis (Productions de l'espace : théorie et praxis sociale). Il est aussi  co-éditeur de la revue Kriminologisches Journal (de), membre du comité éditorial de la revue en ligne ACME (An International E-Journal for Critical Geographies) et au conseil consultatif de la revue Suburban (de).

## Travaux
Bernd Belina est un représentant de la géographie critique allemande (Kritische Geographie) ainsi que de la « Neue Kulturgeographie » d'après Mélina Germes, Georg Glasze et Florian Weber.
Ses principaux intérêts de recherche sont le matérialisme historico-géographique, la géographie urbaine, la géographie politique et la criminologie critique (de).
Il a notamment travaillé sur les politiques de sécurité en dénonçant les politiques de criminalisation et d’éviction des « populations indésirables » des quartiers centraux,.

## Positions politiques
En 2016, Bernd Belina est signataire d'une lettre ouverte d'universitaires adressée au Président de la République, au Premier ministre et au Ministre de l’Intérieur français en faveur de Pierre-Alain Mannoni, comparaissant pour avoir secouru des personnes migrantes dans la vallée de la Roya.

## Principales publications

### Comme auteur

#### Livres
- (de) Bernd Belina, Raum, Überwachung, Kontrolle. Vom staatlichen Zugriff auf städtische Bevölkerung, Westfälisches Dampfboot, Münster, 2011, 2e éd. (ISBN 978-3-89691-635-8)
- (de) Bernd Belina, Raum, Westfälisches Dampfboot, Münster, 2013 (ISBN 978-3-89691-682-2)

#### Articles et chapitres d'ouvrages
- Bernd Belina et Gesa Helms, « Zero Tolerance for the Industrial Past and Other Threats: Policing and Urban Entrepreneurialism in Britain and Germany », Urban studies (en),‎ 1er août 2003 (DOI 10.1080/0042098032000106636).
- Bernd Belina (trad. Melina Germes), « Le droit pénal, moyen de gouverner les disparités urbaines », dans Cécile Gintrac et Matthieu Giroud, Villes contestées. Pour une géographie critique de l'urbain, Münster, Les Prairies Ordinaires, 2011, p. 115-131.

### Comme éditeur
- Bernd Belina (dir.), Staat und Raum. Positionen der Politischen Geographie, Stuttgart, Franz Steiner, 2013 (ISBN 978-3-515-10346-6).
- Anke Strüver (de) (dir.), Matthias Naumann et Bernd Belina, Handbuch kritische Stadtgeographie., Münster, Westfälisches Dampfboot, 2018 (ISBN 978-3-89691-955-7).
- (de) Bernd Belina et Boris Michel, Raumproduktionen. Beiträge der radical geography. Eine Zwischenbilanz, Münster, 2019, 4e éd. (ISBN 978-3-89691-659-4)